# Hirth Motoren
Die Hirth Motoren GmbH war ein 1927 von Hellmuth Hirth in Stuttgart-Zuffenhausen gegründetes Unternehmen, das sich mit der Fertigung von Kolbenmotoren für die Luftfahrt beschäftigte.

## Geschichte

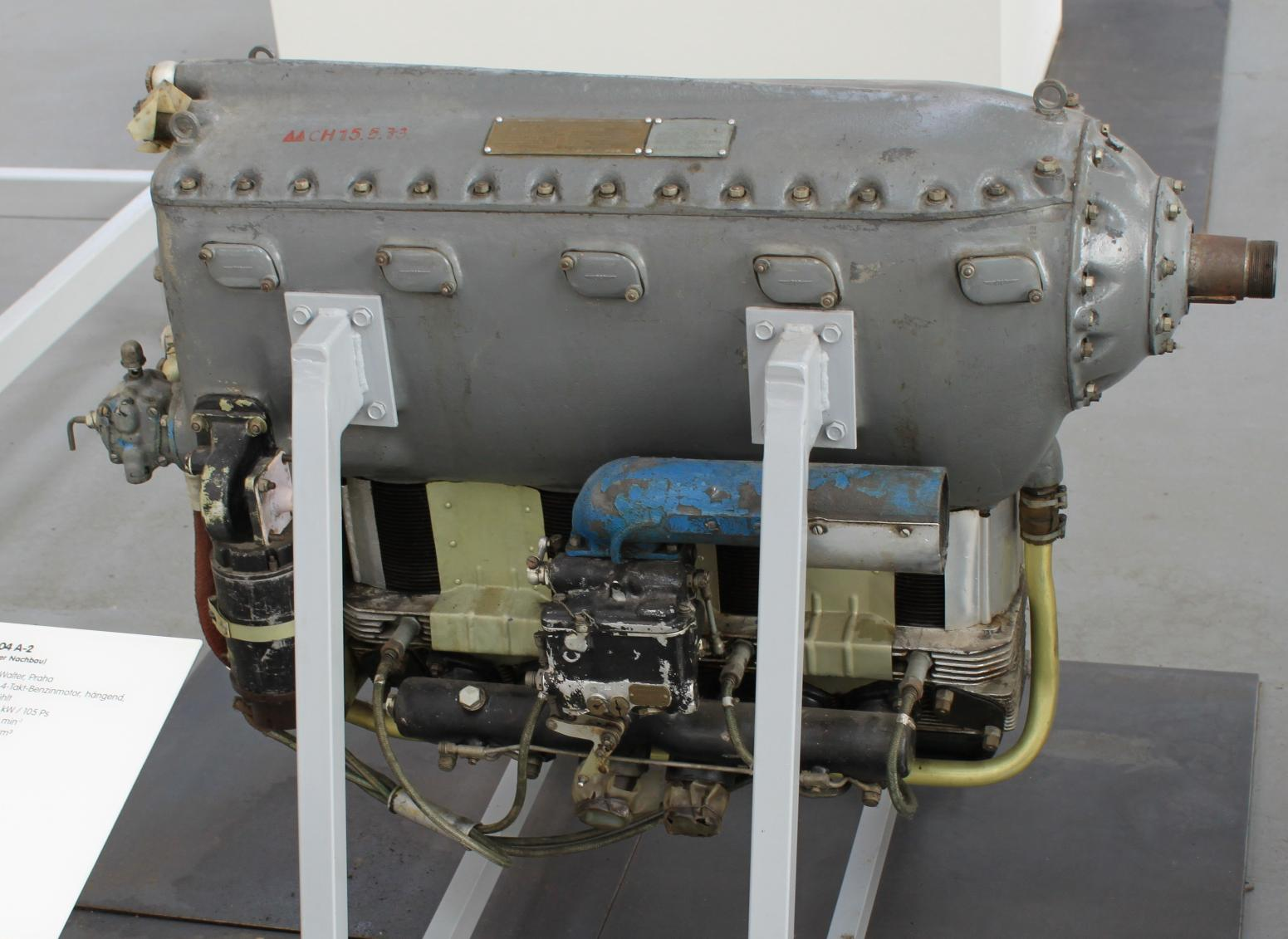
HM 504 in Dessau

Hirth entschied sich bei seiner ersten Konstruktion, dem Hirth HM 60, für eine luftgekühlte Konstruktion mit einer mehrteiligen Kurbelwelle, deren Teile mit Hirth-Verzahnungen zusammengefügt wurden. Dieser Motor und sein Nachfolger HM 60R waren wirtschaftlich erfolgreich.
Das Verwaltungsgebäude befand sich in der Schwieberdinger Straße Ecke Lorenzstraße.
Ab 1934 entstand eine Reihe von Flugmotoren mit vier bis zwölf Zylindern, Hirth HM 504, HM 506, HM 508 und HM 512. Nach dem Tod Hellmuth Hirths wurde das Unternehmen 1938 von den Ernst Heinkel Flugzeugwerken übernommen. Ab 1938 entstand eine neue Baureihe mit dem Hirth HM 500, dem HM 501 und dem HM 515. Bis zum Ende des Zweiten Weltkrieges wurden etwa 10.000 Motoren hergestellt. Heinkel benutzte in dieser Zeit Zwangsarbeiter unter den damals üblich schlechten, oft tödlichen Bedingungen.
Nach dem Ende des Krieges wurde das Unternehmen wieder selbständig und siedelte nach Benningen am Neckar über. Dort fertigte das Werk bis zu seiner Liquidation im Jahr 1974 Kleinmotoren. Die Produktionsrechte übernahm 1974 Hans Göbler; das Unternehmen wurde in Göbler-Hirth Motoren umbenannt.